# Carlos Martínez Moreno
Carlos Martínez Moreno (Colonia del Sacramento, 1 de septiembre de 1917 - Ciudad de México, 21 de febrero de 1986) fue un narrador, periodista y abogado uruguayo.

## Biografía
Fue hijo de Carlos Salvador Martínez y Dolores Francisca Moreno. Tuvo dos hermanos, Lola y Enrique.
Su infancia la pasó en Colonia, luego en Melo y, por último en Montevideo. A los 19 años ingresó a la Facultad de Derecho de la Universidad de la República y se graduó en 1948. En 1949 fue nombrado Defensor de oficio en lo civil y en lo penal. Si bien Carlos Martínez Moreno era un renombrado defensor penalista, con el paso del tiempo comenzó también a ser conocido como un importante narrador. Desde los 20 años ejercía la crítica teatral, primero en El País y El Diario y, desde 1942, en el semanario Marcha.
Los primeros cuentos los publicó en diferentes revistas estudiantiles, después en Mundo Uruguayo, la mayoría de los cuentos fueron publicados con el seudónimo de Alejandro Tour.
En 1944 ganó un concurso literario con el cuento La otra mitad, aunque recién en 1960 publicó su primer libro, Los días por vivir. En 1951 participa como invitado en el Encuentro Latinoamericano de Escritores, en Concepción, Chile. En 1959 viaja a Cuba como periodista invitado a participar en la Operación Verdad y de esta experiencia se origina su novela El paredón, que es finalista en el Concurso Biblioteca Breve, de la Editorial Seix Barral.
Los aborígenes obtiene el 2º premio en el concurso de Life en español entre más de tres mil cuentos, en 1960. El jurado lo integraban Federico de Onís, Octavio Paz, Arturo Uslar Pietri, Hernán Díaz Arrieta y Emir Rodríguez Monegal. Ese mismo año publica, en la cooperativa de escritores Asir, el libro de cuentos Los días por vivir.
En 1962 integra el nuevo partido Unión Popular. En el año siguiente se incorpora a la dirección de la revista literaria Número en su segunda época.
Es invitado en 1967 al 2º encuentro de escritores de la Comunidad Latinoamericana que tiene lugar en México. En ese mismo año es designado Subsecretario de Cultura y renuncia a los tres meses, en desacuerdo con la implantación de medidas prontas de seguridad. Se desvincula del Partido Colorado.
En 1968, junto a Carlos Real de Azúa y Carlos Maggi, dirige para el Centro Editor de América Latina la colección de Capítulo Oriental, historia de la literatura uruguaya, compuesto de 38 fascículos de aparición semanal. Para esta colección  escribe los fascículos El aura del novecientos y Carlos Reyles.
En 1971 integra el recién fundado movimiento político, Frente Amplio. Al año siguiente, 1972, publica en Marcha una serie de artículos críticos sobre la actualidad institucional uruguaya. Un artefacto explosivo, colocado en la madrugada, destruye parte de su domicilio tanto en represalia por sus artículos como a la defensa de oficio que realizó de un gran número de presos políticos.
En 1977 se ve obligado a exiliarse en Barcelona, donde se ganó la vida como corrector de estilo y haciendo traducciones del francés al español. En 1978 parte a México, donde le habían ofrecido un cargo en la Facultad de Ciencias Políticas y Sociales de la Universidad Nacional Autónoma de México. Allí vivió hasta su muerte, en febrero de 1986, acaecida mientras esperaba en la cola de la Dirección de Migración para preparar el retorno al Uruguay.

## Obra

### Novelas
- El paredón (1963)
- La otra mitad (1966)
- Con las primeras luces (1966)
- Coca (1970)
- Tierra en la boca (1974)
- El color que el infierno me escondiera (1981)

### Ensayos
- Los días por vivir (1960)
- Cordelia (1961)
- Los aborígenes (1964)
- Los prados de la conciencia (1968)
- De vida o muerte (1971)
- Montevideo en la literatura y en el arte (Montevideo : Nuestra Tierra, 1971)